# Sybra dorsata
Sybra dorsata là một loài bọ cánh cứng trong họ Cerambycidae.